# Озёрно-ледниковые отложения
Озёрно-ледниковые отложения (лимно-гляциальные отложения) — генетический тип континентальных отложений, характерный для пород четвертичной системы. Формируются в внутри- и приледниковых водоёмах. Представлены ленточными глинами, песками.

## Генезис
Образование лимногляциальных отложений связано с приносом и накоплением вытаявшего ледникового материала в  пресноводной среде разных приледниковых и окололедниковых озер.

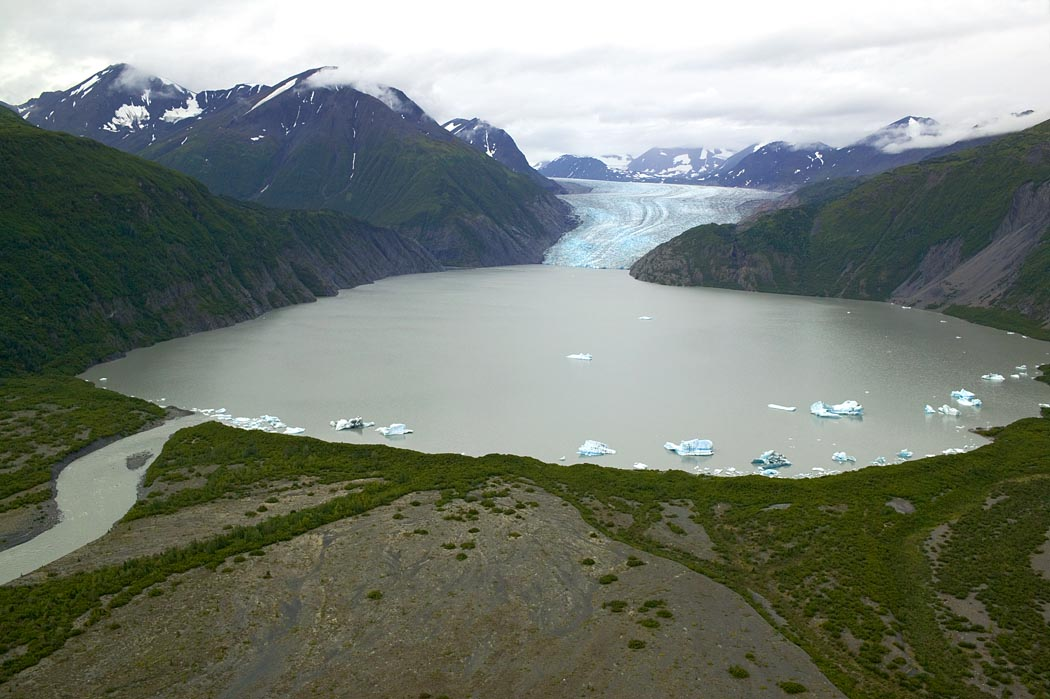
Приледниковое озеро в национальном резервате Кенай, Аляска

Озёрно-ледниковые отложения являются осадками приледниковых озёр различного генезиса, сформированные в процессе осаждения тонкообломочного материала, выносимого потоками талых ледниковых вод в перигляциальной зоне. Эти отложения участвуют в строении дельтово-ледниковых террас камовых комплексов и бо́льшую часть собственно камов и озов. Часто они мало отличаются от отложений обычных горных озёр, сложенных многократно переотложенными в подледниковых каналах хорошо окатанными и сортированными галечниками, гравием и песками, обладающими чёткой субгоризонтальной слоистостью. 
Если приледниковые озёра контактируют непосредственно с краем ледника, то эти отложения насыщены тонкодисперсным, иловатым материалом, ледниковым молоком. В таких случаях озёрно-ледниковые отложения не сортированы или сортированы слабо. Некоторые авторы склонны считать, что в озёрно-ледниковых отложениях крупный валунно-галечный материал отсутствует.
В озёрах приледникового типа, которые располагаются ниже самого молодого вала конечной морены, в теле которой ледниковое молоко в большой степени отфильтровывается, заполняя промежутки между грубообломочным материалом самих моренных отложений, озёрно-ледниковые гравийно-галечниковые и грубопесчаные отложения уже хорошо промыты и сортированы. Такая ситуация наблюдается в тех ледниковых долинах, в которых озёра представлены цепочкой мореноподпрудных водоёмов, причём многие из озёр в этой цепочке не имеют поверхностного стока, и их расход осуществляется исключительно за счёт фильтрации сквозь подпруживающую их морену. Таким образом, многократно отфильтрованные (промытые) от ледникового молока осадки нижележащих по долине приледниковых озёр имеют очень хорошую сортированность и прекрасно промыты.
Наибольший научный и практические интерес вызывают толщи ленточных глин, которые часто формируются, главным образом, в приледниковых замкнутых понижениях или котловинах .

## Ленточные глины
Ленточные глины характеризуются правильным чередованием тонких сезонных слоёв различного механического состава. Летние слои формируются в условиях сезонного таяния ледника из более крупного (песчано-алевритового) материала, а зимние - более мелкого и тёмно окрашенного глинистого материала. Мощность пары слоёв обычно меньше 1 мм, но иногда достигает нескольких сантиметров. Мощность слоёв обычно уменьшается по мере удаления от фронта ледника. Подсчёт числа годовых слоёв позволяет получить точные оценки продолжительности накопления осадочной толщи. Благодаря этому анализ и сопоставление разрезов ленточных глин широко используется в геохронологии ледникового и послеледникового времени, чаще всего, для оценок относительного возраста.